# 羅孫燿
罗孙燿，字乃远，廣東顺德人，清朝政治人物，進士出身。
順治十五年（1658年）戊戌科進士，官至都匀府推官。著有《石湖集》。